# Sirana
Sirana est une localité du nord de la Côte d'Ivoire et appartenant au département d'Odienné, dans la Région du Denguélé. La localité de Sirana est un chef-lieu de commune.